# Brachistus nelsonii
Brachistus nelsonii är en potatisväxtart som först beskrevs av Fern, och fick sitt nu gällande namn av W.G. D'arcy, J.L. Gentry och J.E. Averett. Brachistus nelsonii ingår i släktet Brachistus och familjen potatisväxter. Inga underarter finns listade i Catalogue of Life.